# Miss Mundo 1991
O 41º Concurso Miss Mundo aconteceu em 28 de dezembro de 1991 no Centro de Congresso Mundial de Geórgia, em Atlanta, nos Estados Unidos. Foram 78 participantes, dentre as quais Cátia Kupssinskü - Miss Mundo Brasil 1991. A vencedora foi Ninibeth Beatriz Leal Jiminez, representante da Venezuela.